# コバシハワイミツスイ
コバシハワイミツスイ（Loxops coccineus）は、アトリ科に分類される鳥類。ハワイミツスイの一種である。

## 分布
- L. c. coccineus

アメリカ合衆国（ハワイ島）固有亜種
- L. c. ochraceus

アメリカ合衆国（マウイ島）固有亜種（絶滅？）

### 絶滅した分布域
- L. c. wolstenholmei

アメリカ合衆国（オアフ島）固有亜種

## 形態
全長10cm。
- L. c. coccineus

オスは全身が赤い羽毛で覆われる。翼や尾羽の羽毛は黒く、羽縁は赤い。メスは全身が赤褐色の羽毛で覆われる。
- L. c. ochraceus

オスは全身が緑がかった黄褐色の羽毛で覆われる。翼や尾羽の羽毛は黒褐色で、羽縁は黄色い。メスは全身が緑褐色の羽毛で覆われる。

## 分類
アケキを本種の亜種とする説もある。
- Loxops coccineus coccineus　(Gmelin, 1789)
- Loxops coccineus ochraceus

### 絶滅亜種
- Loxops coccineus wolstenholmei

## 生態
森林に生息する。小規模な群れを形成し生活する。
樹冠部で採食を行う。

## 人間との関係
開発による生息地の破壊などにより生息数は激減している。

## 画像

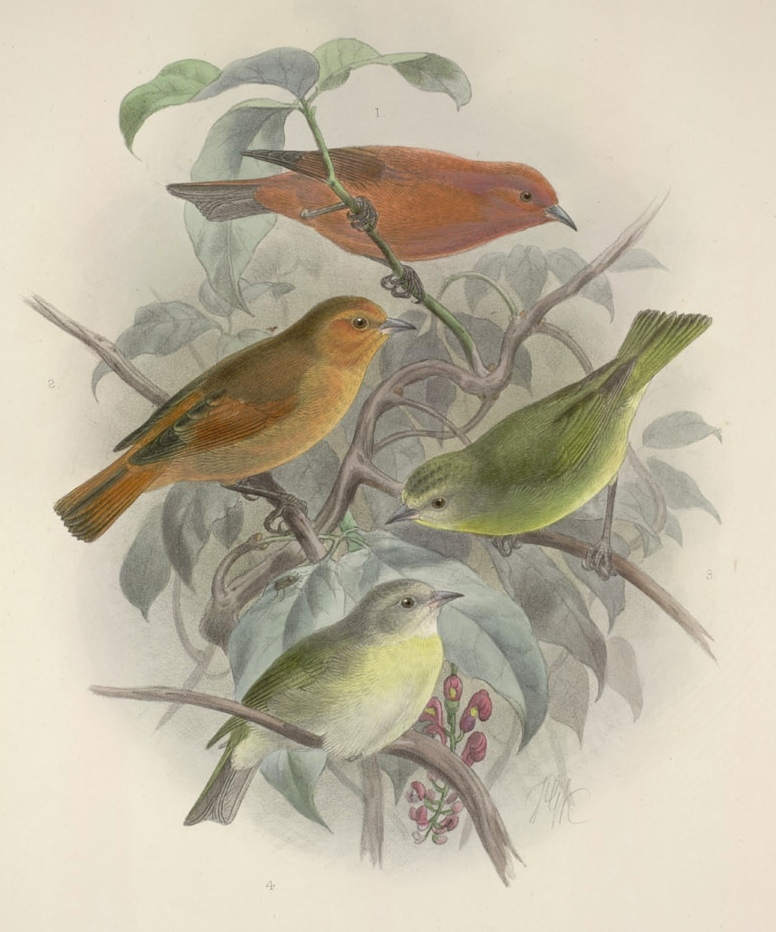
ハワイ島亜種 (L. c. coccineus)
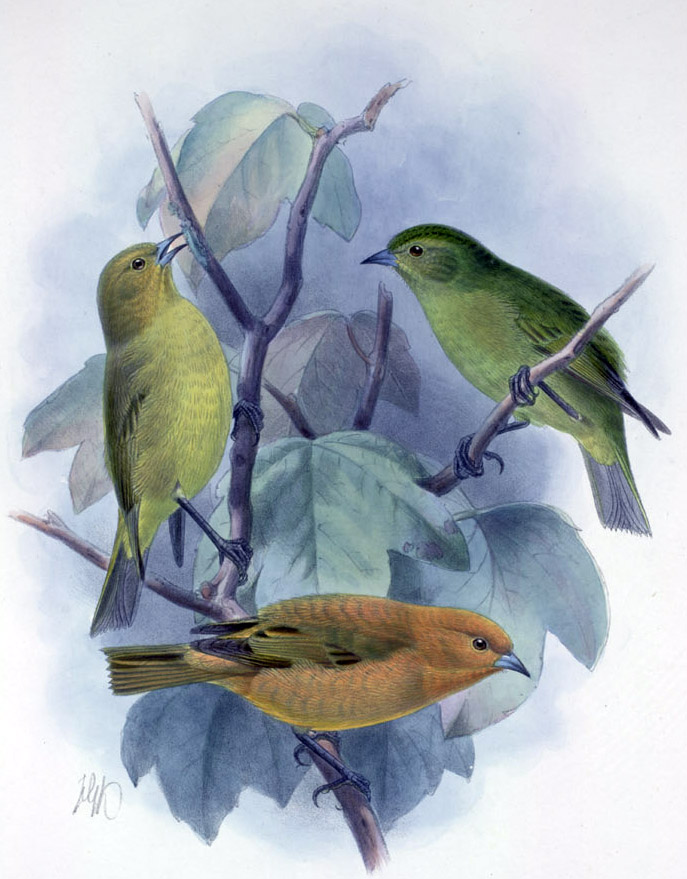
マウイ島亜種 (L. c. ochraceus)